# Trofeo ZSŠDI 2012
Il Trofeo ZSŠDI 2012, trentaseiesima edizione della corsa e valida come evento dell'UCI Europe Tour 2012 categoria 1.2, si svolse il 4 marzo 2012 su un percorso di 143 km. Fu vinta dall'italiano Patrick Facchini che giunse al traguardo con il tempo di 3h24'25", alla media di 41,97 km/h.
All'arrivo 89 ciclisti tagliarono il traguardo.

## Ordine d'arrivo (Top 10)
| Pos. | Corridore         | Squadra       | Tempo    |
| ---- | ----------------- | ------------- | -------- |
| 1    | Patrick Facchini  | Casati-MI     | 3h24'25" |
| 2    | Sergej Rudaskov   | Itera-Katusha | a 1"     |
| 3    | Blaž Furdi        | Tirol         | a 3"     |
| 4    | Marko Kump        | Adria Mobil   | a 4"     |
| 5    | Riccardo Zoidl    | RC ARBÖ       | s.t.     |
| 6    | Tomaž Nose        | Adria Mobil   | s.t.     |
| 7    | Markus Eibegger   | RC ARBÖ       | s.t.     |
| 8    | Matej Gnezda      | Adria Mobil   | s.t.     |
| 9    | Jan Polanc        | Radenska      | s.t.     |
| 10   | Sergej Pomošnikov | Itera-Katusha | s.t.     |